# Пресли, Брайан
Брайан Джошуа Пресли (англ. Brian Joshua Presley; род. 18 августа 1977, Мидленд, Техас, США) — американский актёр, режиссёр и продюсер кино и телевидения. Наиболее известен по главной роли в драматическом фильме «Путь назад».

## Ранняя жизнь
Родился в Мидленде, штат Техас. Выпускник Jenks High School, в 1996 был квотербеком в школьной команде по футболу во время чемпионата штата. В старшей школе играл роль в мюзикле, также занимался пением в хоре.
В студенческие годы играл в футбольной команде университета Арканзас, снимался в рекламе, после чего решил стать актёром. Посещал школу бизнеса при университете Южной Калифорнии.

## Карьера
В 2006 году Пресли исполнил роль солдата Национальной гвардии США и ветерана Войны в Ираке Томми Йетса в фильме «Дом храбрых».
В 2012 году в спортивной драме «Путь назад» актёр сыграл футболиста Скотта Мёрфи, который страдал от травмы (поставившей крест на его карьере) и стал фермером, но позже получил шанс вернуться к спорту.
В 2019 году вышел дебютный фильм Пресли в качестве режиссёра — «Большая гонка на Аляске».

## Личная жизнь
С 2002 года женат на актрисе Эрин Херши (в замужестве Пресли). Они познакомились на съёмках сериала «Порт Чарльз». У пары двое детей.
6 июня 2012 года модель Мелисса Стеттен объявила в своём Twitter, что Пресли пытался соблазнить её во время ночного рейса в Лос-Анджелес. Сам актёр опроверг обвинения и сказал, что ничего из того, что заявляла Стеттен, не происходило.

## Фильмография

### Актёр
| Год       |   | Русское название        | Оригинальное название            | Роль                     |
| --------- | - | ----------------------- | -------------------------------- | ------------------------ |
| 1998      | с | Беверли-Хиллз, 90210    | Beverly Hills 90210              | участник торгов          |
| 1998      | с | Теперь в любой день     | Any Day Now                      | бойфренд Терезы          |
| 1999      | с | Седьмое небо            | 7th Heaven                       | Марк Трипп               |
| 2000—2003 | с | Порт Чарльз             | Port Charles                     | Джек Рэмси               |
| 2004      | ф | Охрана Эдди             | Guarding Eddy                    | Эдди                     |
| 2006      | ф | Конец игры              | End Game                         | Билли Бергун             |
| 2006      | ф | Дом храбрых             | Home of the Brave                | специалист Томми Йетс    |
| 2007      | ф | За гранью страха        | Borderland                       | Эд                       |
| 2009      | ф | Улицы крови             | Streets of Blood                 | детектив Барни Балентайн |
| 2010      | ф | Единожды падший         | Once Fallen                      | Ченс Райан               |
| 2012      | ф | Путь назад              | Touchback                        | Скотт Мёрфи              |
| 2016      | ф | Крейсер                 | USS Indianapolis: Men of Courage | Ваксмен                  |
| 2019      | ф | Большая гонка на Аляске | The Great Alaskan Race           | Леонард Сеппала          |
| 2024      | ф | Отряд преступников      | Outlaw Posse                     | «Шотган»                 |

### Продюсер
| Год  |    | Русское название        | Оригинальное название  | Роль                    |
| ---- | -- | ----------------------- | ---------------------- | ----------------------- |
| 2004 | ф  | Охрана Эдди             | Guarding Eddy          | продюсер                |
| 2004 | тф | Поступление             | Admissions             | исполнительный продюсер |
| 2010 | ф  | Единожды падший         | Once Fallen            | продюсер                |
| 2012 | ф  | Путь назад              | Touchback              | продюсер                |
| 2016 | ф  | Механик: Воскрешение    | Mechanic: Resurrection | исполнительный продюсер |
| 2019 | ф  | Большая гонка на Аляске | The Great Alaskan Race | продюсер                |

### Режиссёр
| Год  |   | Русское название        | Оригинальное название  | Роль     |
| ---- | - | ----------------------- | ---------------------- | -------- |
| 2019 | ф | Большая гонка на Аляске | The Great Alaskan Race | режиссёр |